# Burbank, Queensland
Burbank är en del av en befolkad plats i Australien. Den ligger i kommunen Brisbane och delstaten Queensland, omkring 15 kilometer sydost om delstatshuvudstaden Brisbane. Antalet invånare är 1 137. Den ligger vid sjön Tingalpa Reservoir.
Runt Burbank är det mycket tätbefolkat, med 1 018 invånare per kvadratkilometer.. Närmaste större samhälle är Brisbane, omkring 15 kilometer nordväst om Burbank. 
Runt Burbank är det i huvudsak tätbebyggt. Genomsnittlig årsnederbörd är 1 424 millimeter. Den regnigaste månaden är januari, med i genomsnitt 275 mm nederbörd, och den torraste är oktober, med 21 mm nederbörd.